# Sverigeite
La sverigeite è un minerale.